# انتوني سيريتش
انتوني سيريتش (بالكرواتية: Anthony Šerić) مواليد 15 يناير 1979 في سيدني، هو لاعب كرة قدم أسترالي دولي سابق كان يلعب كمدافع. سبق له أن لعب في كأس العالم لكرة القدم مع منتخب بلاده. لعب خلال مسيرته 310 مباريات سجل خلالها 5 أهداف.

## المسيرة الاحترافية

### أندية لعب لها
- هايدوك سبليت
- نادي بارما
- فيرونا
- بارما
- باناثينايكوس
- نادي بشكتاش

## روابط خارجية
- انتوني سيريتش على موقع الاتحاد الدولي (مؤرشف)  (الإنجليزية)
- انتوني سيريتش على موقع اتحاد كرواتيا (الكرواتية)
- انتوني سيريتش على موقع اتحاد تركيا (لاعب) (الإنجليزية)
- انتوني سيريتش على موقع قاعدة بيانات كرة القدم.إي يو (الإنجليزية)
- انتوني سيريتش على موقع ناشيونال فوتبول تيمز (الإنجليزية)
- انتوني سيريتش على موقع Soccerway.com (الإنجليزية)
- انتوني سيريتش على موقع عالم كرة القدم.نت (الإنجليزية)